# Kuczbork-Wieś
Kuczbork-Wieś (prononciation : [ˈkut͡ʂbɔrk ˈvjɛɕ]) est un village polonais de la gmina de Kuczbork-Osada dans le powiat de Żuromin de la voïvodie de Mazovie dans le centre-est de la Pologne.
Il se situe à environ 91 km à l'est de Żuromin (siège du powiat) et à 115 km au nord-ouest de Varsovie (capitale de la Pologne).

## Histoire
De 1975 à 1998, le village appartenait administrativement à la voïvodie de Ciechanów.